# Chiesa di Nostra Signora di Betlemme
La Chiesa di Nostra Signora di Betlemme (in catalano Església de la Mare de Déu de Betlem) è una chiesa cattolica in stile barocco che si trova in Carrer del Carme a Barcellona. Dal 1997 è catalogata come Bien de Interés Cultural.

## Storia

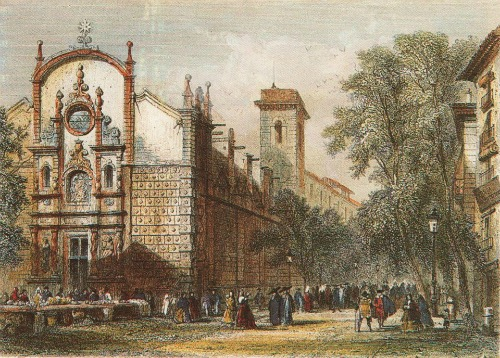
La chiesa nel 1845 in un'incisione di Adolphe Rouarge

La chiesa originaria faceva parte del Collegio di Nostra Signora di Betlemme, il primo istituto di istruzione superiore gestito dai gesuiti e fondato nel 1544 da María Manrique de Lara.
La chiesa fu costruita nel 1553, ma nel 1671 subì un incendio che richiese una ricostruzione su progetto di Josep Juli e la direzione dei padri gesuiti Francisco Tort e Pau Diego de Lacarre.
Dopo l'espulsione dei gesuiti dalla Spagna nel 1767, la chiesa fu trasformata in parrocchia dell'arcidiocesi di Barcellona.
Nel 1936 venne incendiata durante la guerra civile spagnola, e perse la sontuosa decorazione barocca dell'interno con diverse pale d'altare e gli affreschi di Antoni Viladomat e Joseph Flaugier.

## Descrizione

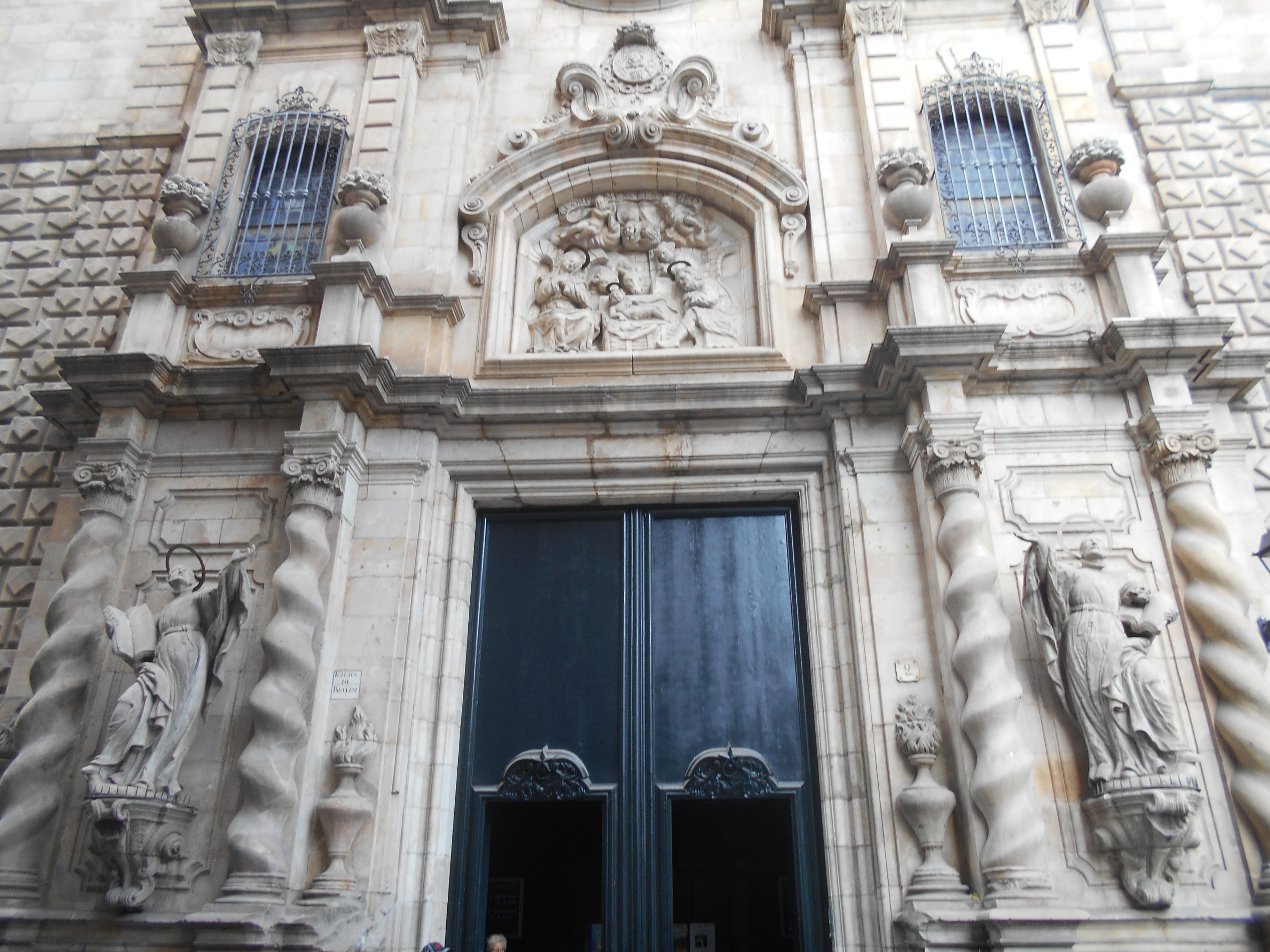
Facciata principale

La chiesa è a navata unica, con cappelle laterali, e segue il modello delle chiese gesuite della Controriforma che avevano come riferimento la Chiesa del Gesù di Roma.